# Hôtel de Nevers
El hôtel de Nevers es un hôtel particulier ubicado en el número 12 de la rue Colbert y 58 bis de la rue de Richelieu en París, Francia. Originalmente consistía en un ala de 144 metros ubicada a lo largo de la rue de Richelieu, pero hoy solo queda un modesto vestigio del edificio original. Sólo queda la parte situada en la esquina de la rue Colbert y la rue de Richelieu, en el lado norte, todavía conocida hoy como el Hôtel de Nevers. Es propiedad de la Biblioteca Nacional de Francia.

## Historia

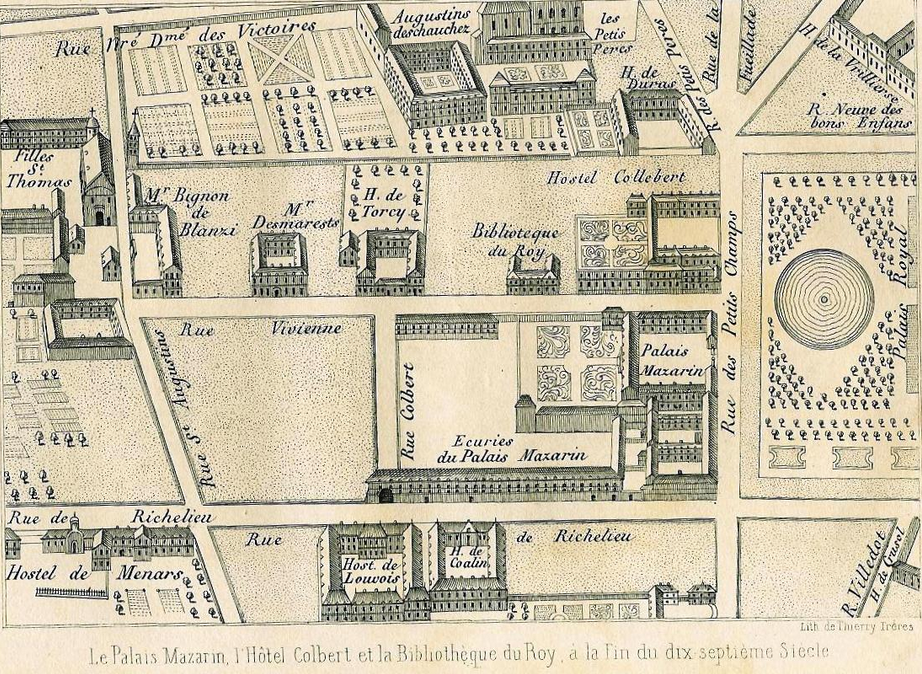
El Palacio de Mazarino en el XVII. El Hôtel de Nevers es el ala más larga del plan.

### El Palacio de Mazarino
Inquilino desde 1643 del hotel Tubeuf, ubicado en la rue des Petits-Champs, el cardenal Mazarino decidió construir un verdadero palacio incluyendo las parcelas vecinas. En 1646, encargó al arquitecto Pierre Le Muet, asistido por el italiano Maurizio Valperga, la construcción de un gran ala de 144 metros de largo al oeste de la propiedad, prevista para albergar las caballerizas en la planta baja y su biblioteca en la planta alta. Terminado en 1648, se completa con un ala transversal que lo conectaba con el Hôtel Tubeuf y las galerías construidas por Mansart.
Cuando Mazarino murió en 1661, todo el palacio se dividió en dos lotes, su sobrino Philippe Mancini, titulado duque de Nevers,  heredó la parte situada en la rue de Richelieu, que tomó entonces el nombre de Hôtel de Nevers. El otro lote fue para su hermana Hortense Mancini y su marido, Charles-Armand de La Meilleraye. No obstante, el cardenal lega toda su biblioteca al nuevo establecimiento que fundó en su testamento, el Collège des Quatre-Nations, construido entre 1662 y 1688 bajo la dirección de Louis Le Vau, donde fue enterrado. La Biblioteca Mazarine abrió al público dos veces por semana a partir de 1691, y aún conserva los libros y parte del mobiliario original del Palacio Mazarin.

### El hotel de Nevers
Ante las preocupaciones financieras, el duque de Nevers tuvo que realizar en 1683 la subdivisión de la " Rue Neuve Mazarine ". Negocia la apertura de lo que se convertirá en la rue de l'Arcade-Colbert, apertura que exige el acortamiento de las caballerizas y la creación de un arco para que el hotel "se extiendiese a lo largo de la calle. La parte occidental de la actual rue Colbert se divide en tres lotes, los dos primeros de los cuales están vendidos. El último, que comprende cinco tramos de la antigua biblioteca de Mazarine, fue arrendado de por vida en 1698 a la marquesa de Lambert, quien inauguró allí su famoso salón literario.

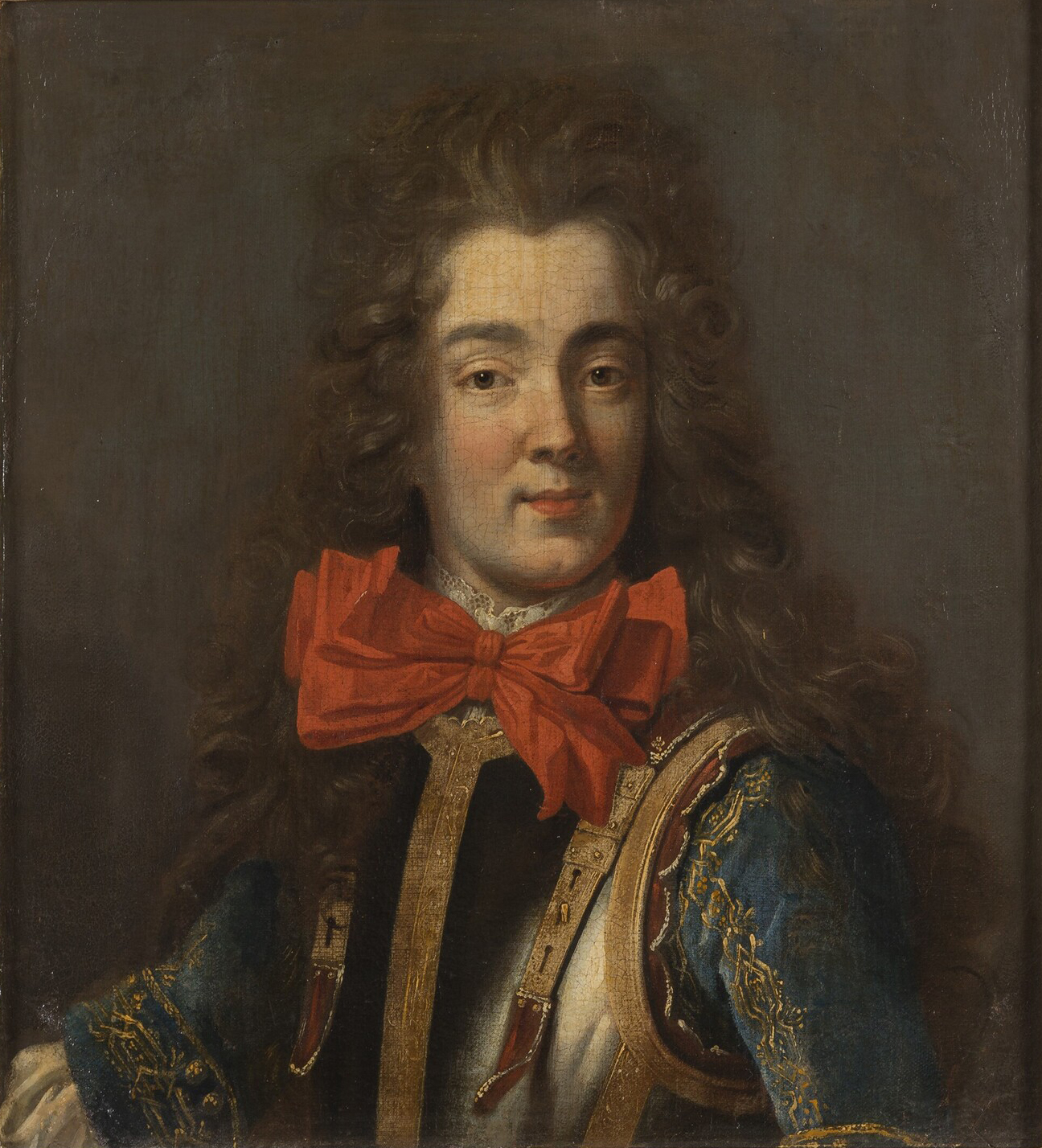
Philippe Julien Mancini, duque de Nevers.

Este salón, uno de los más preciados del Siglo de las Luces, pasó por antecámara de la Academia Francesa y, según el marqués de Argenson, " ella había designado a la mitad de los académicos »  Nos cruzamos con personalidades como Fontenelle, Marie-Catherine d'Aulnoy, el abate de Choisy, el marqués de Sainte-Aulaire, M Dacier, Fénelon, el presidente Hénault, Marivaux, Montesquieu, Louis de Sacy, la baronesa Staal, Madame de Tencin o Padre Terrason. La marquesa permaneció allí hasta su muerte en 1733.
En 1697, el duque de Nevers vendió la mansión privada construida por Le Muet en la esquina de la rue de Richelieu y la rue des Petits-Champs, que también formaba parte de su herencia a un tal Jean de Varennes. De la herencia de su tío el cardenal Mazarino, sólo conserva el ala principal y el ala transversal.
En 1707, Philippe-Jules François, hijo y heredero del duque de Nevers, lo hizo restaurar por Nicolas Dulin, luego lo vendió en 1714 a un tal Charles Chastelain, proveedor de los ejércitos. Habiendo quebrado este último, fue condenado en 1716 por la cámara de justicia y tuvo que ceder su hotel al rey. Surgió entonces, bajo el impulso del Abbé de Louvois, el primer proyecto para instalar la Biblioteca Real en el recinto. De hecho, desde 1666 ha estado hacinado en dos casas de la rue Vivienne . Pero en 1718, al no haber sido totalmente pagado por Chastelain, fue reasignado al duque de Nevers.
Este último luego se lo vende a John Law en mayo de 1719, que instaló allí el Royal Bank. Law compró el mismo día el pequeño hotel vendido anteriormente a Jean de Varennes. El banquero escocés encargó a Giovanni Antonio Pellegrini la creación de los frescos del techo de la galería situada sobre la arcada. También encargó al arquitecto Armand-Claude Mollet la construcción de una nueva ala en el patio, paralela al ala de Nevers. Gabriel encargó una decoración suntuosa y el gabinete recibió carpinterías realzada con decoraciones de estuco de Jacques Verberckt, así como decoraciones pintadas que representan a las musas de Charles Natoire, François Boucher y Carle Van Loo . Gran parte de esta decoración se ha conservado y reemplazado en el nuevo " Salón Luis XV planificado por Jean-Louis Pascal en el ala Vivienne a principios del siglo XX. Jacques Gabriel, también reanudó el trabajo de expansión planeado por Robert de Cotte al construir el ala norte, a lo largo de la rue Colbert, terminado en 1739. No conoció grandes cambios hasta mediados del siglo XIX.

### La destrucción del hotel.

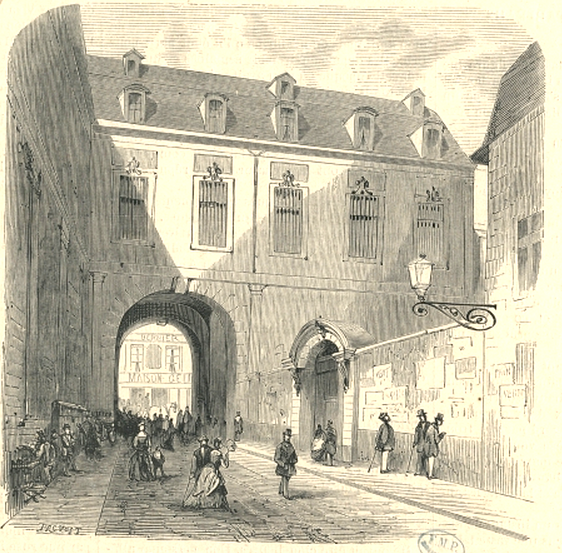
Vista artística del Hôtel de Nevers antes de la demolición parcial (L'Illustration, 1868).

En 1854, Henri Labrouste se convirtió en el arquitecto de la biblioteca. Después de la renovación inicial del Hotel Tubeuf, entre 1857 y 1860, demoliendo los pequeños hoteles de Le Muet contiguos al Hotel Tubeuf, se iniciaron las obras de construcción de la sala de trabajo en la parte sur del patio principal, ahora llamada Salle Labrouste. En 1862 se iniciaron las obras del almacén central de impresos, en el lugar donde se encontraba el ala del travesaño que unía el ala Nevers con la galería Mazarine.
Labrouste no dejó de emprender la restauración de los espacios más prestigiosos, en particular la galería Mazarine en 1868, pero no se interesó mucho en la conservación de los edificios del siglo XVIII. El Hôtel de Nevers fue destruido casi por completo para dar paso a la nueva ala Richelieu en 1869, quedando solo el extremo norte, ahora completamente separado del otro por la rue Colbert.  La escalera de Law fue destruida en 1860 y recomprada en parte por Richard Wallace, mientras que la carpintería diseñada por Robert de Cotte fue adquirida entre materiales de desecho por particulares, como James de Rotshild. El Comité de Obras Históricas siguió de cerca la construcción, asegurando en particular que las condecoraciones del Gabinete de Medallas se depositasen en espera de una nueva asignación en los nuevos edificios.
En el contexto del colapso del Segundo Imperio y fuertemente criticado por este componente patrimonial, Labrouste no pudo completar la destrucción del ala de Jacques V Gabriel que había emprendido. Este último será finalmente restaurado por su sucesor, Jean-Louis Pascal.

### Los restos del Hôtel de Nevers
Reducido a tres tramos, sigue existiendo. El Centro Internacional de Síntesis se trasladó allí en 1928. La parte superior, ahora muy degradada, ya no está ocupada, pero la planta baja aún alberga el taller de cerrajería de la Biblioteca Nacional de Francia, que aún es propietaria del local. El patio alberga un edificio más pequeño construido en el XVIII XVIII para albergar los cobertizos y las caballerizas de la marquesa de Lambert, llamada casa del Abbé Barthélémy. Este último habría tenido allí su cuartel como guardia del Gabinete de Medallas dentro de la Biblioteca del Rey. El edificio alberga los servicios del departamento de orientación y búsqueda bibliográfica, que deberá integrar el cuadrilátero Richelieu tras su remodelación.
Durante los Rencontres d'Arles de 2011, el ministro de Cultura Frédéric Mitterrand anunció que el hotel albergaría un nuevo espacio enteramente dedicado a la fotografía a partir de 2014. El Jeu de Paume habría gestionado esta sala de exposiciones de 650 m2  y habría asegurado su programación. El 10 de septiembre de 2012, Aurélie Filippetti finalmente anuncia que este proyecto no verá la luz del día, al igual que otros tres proyectos previstos por el gobierno anterior, a saber: el centro de arte parietal Lascaux 4, que finalmente se inauguró en diciembre de 2016, una sala adicional para la Comédie Française y la Maison de l'histoire de France. En una reunión de junio de 2014, la dirección de la Biblioteca Nacional confirmó que quería cederselo a una universidad

Las fachadas e interiores fueron inscritos monuments historiques el 2 de junio de 1992.

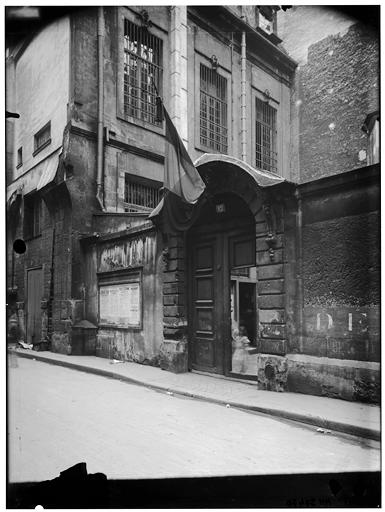
El hotel en 1925.
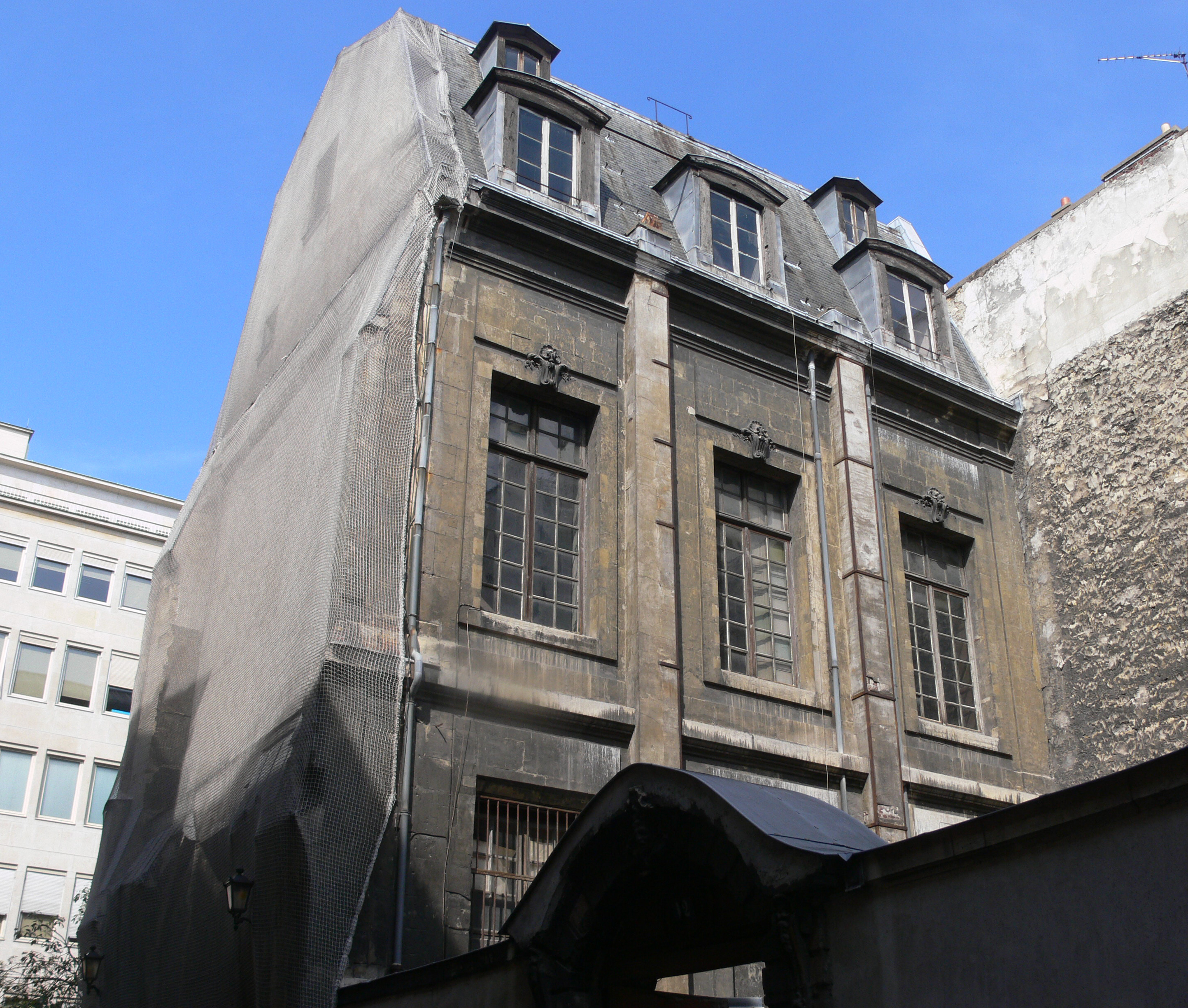
El hotel en 2011.
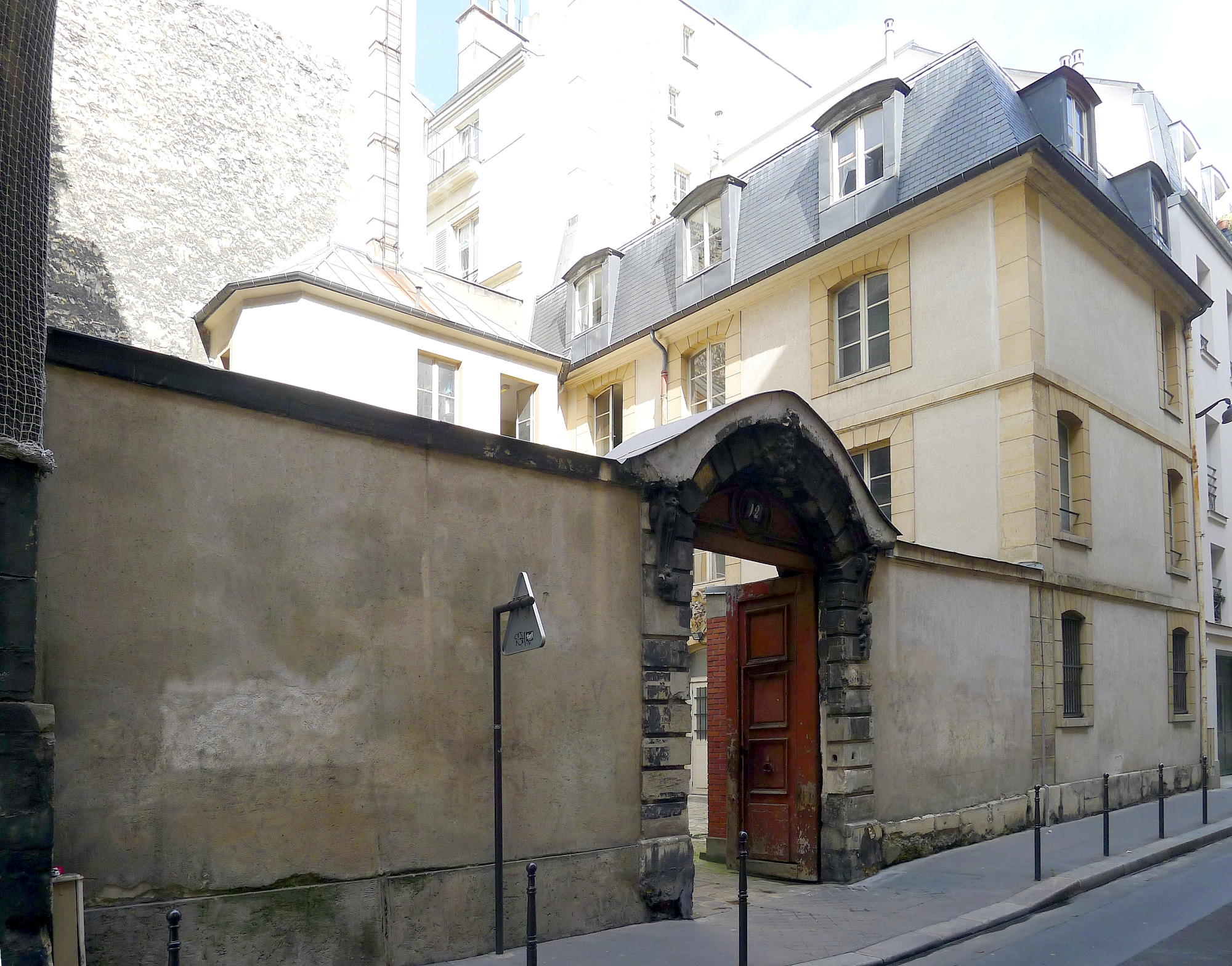
La casa del Abbé Barthélémy.
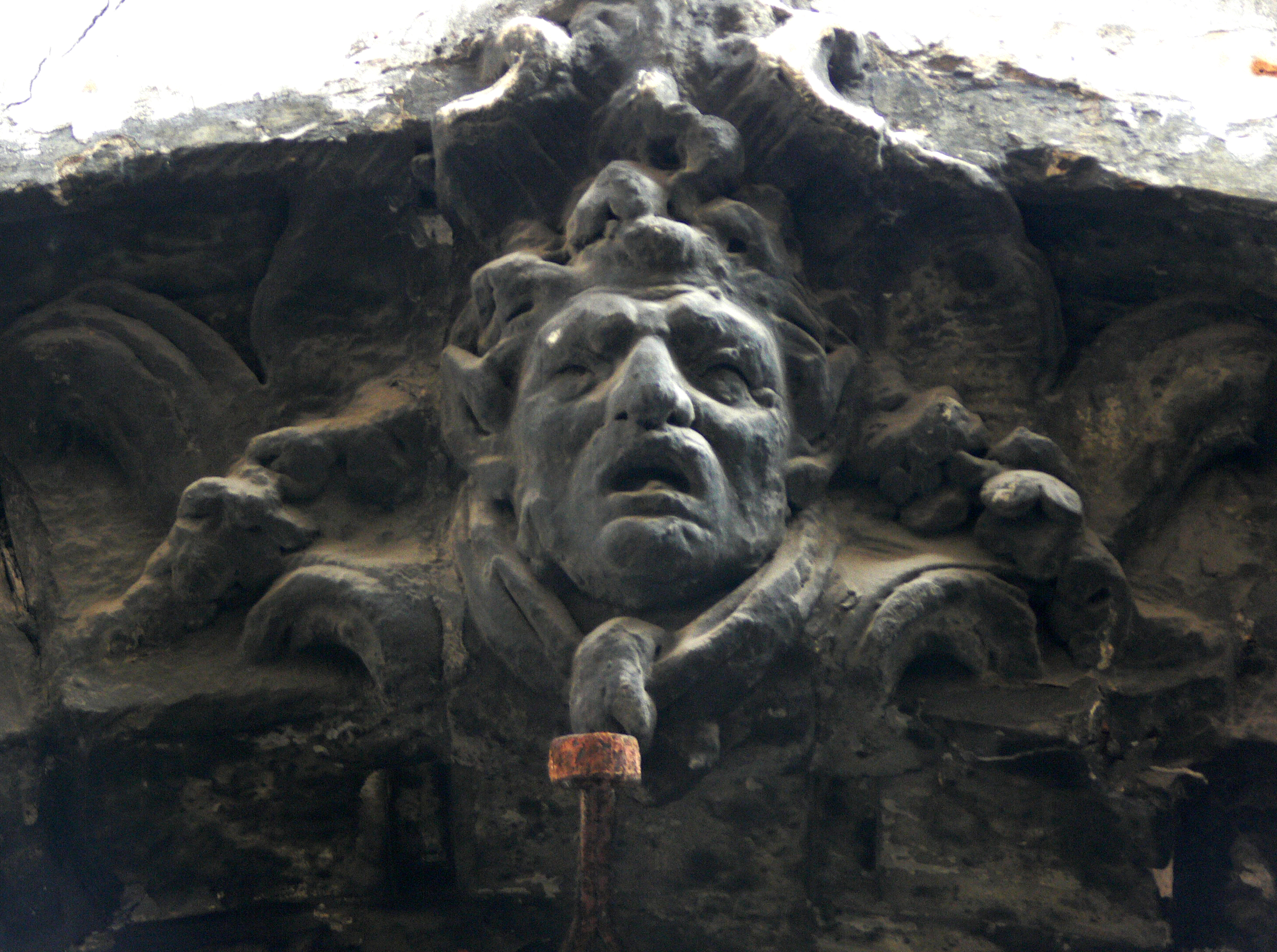
Mascarón del portal.
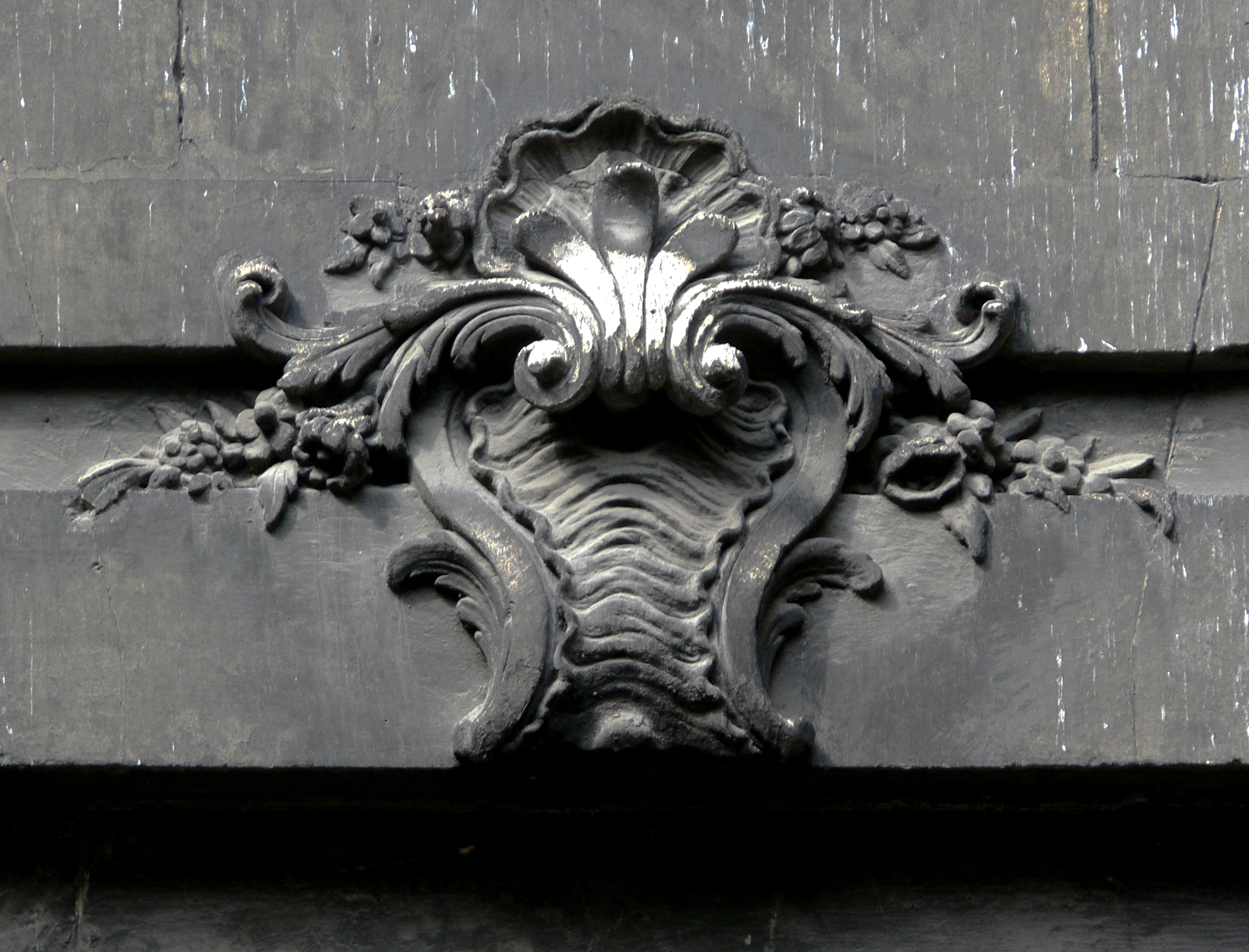
Elemento decorativo a la altura de las ventanas.